# حسن المحاضرة في تاريخ مصر والقاهرة
حسن المحاضرة في تاريخ مصر والقاهرة هو كتاب من تأليف جلال الدين السيوطي (القاهرة 849 هـ/1445م - القاهرة 911 هـ/1505م)، يصف به ما وَرَد بشأن مصر قديماً، عهد الفراعنة وبُناة الأهرام، وحديثاً ما ورد في عصره، ووصف الفتوحات الإسلامية وما صاحبها من وقائع وأحداث، وما تم من امتزاج المصريين بالعرب عندما فُتحت مصر على يد الصحابي عمرو بن العاص سنة 20 هـ، وذكر فيه الوافدين على مصر والمؤرخين والقُصاص والشعراء وغيرهم، وذكر عادات المصريين ومواسمهم وأعيادهم والأسباب الدائرة بينهم، وما كان فيها من أندية الأدب ومجالس الشعر والسمر، يعد الكتاب وثيقة تاريخية عن حياة العالم السيوطي لانه خصص فيه فصلاً كاملاً عن سيرتهِ والشيوخ الذّين تلقى منهم، والبلاد التي رحل إليها والعلوم التي حذقها، والكتب التي ألفها.

## طبعات
طبع الكتاب عدة طبعات منها:
1. طُبِعَ طْبع حجر في مصر عام 1860م.
2. طبعة مطبعة الوطن، عام 1299هـ
3. طبعة مطبعة الموسوعات عام 1327هـ.
4. طبعة مطبعة السعادة عام 1324 هـ.
5. طبعة مطبعة الشرفية عام 1327 هـ.
6. طبع جزء صغير منه مع ترجمة لاتينية عام 1834م.
7. طبعة دار احياء الكتب العربية: عيسى البابي الحلبي، تحقيق: محمد أبو الفضل إبراهيم، مجلدين، الطبعة الأولى، 1967.[1][3]